# Kilohertz
| Grotere eenheden | Grotere eenheden | Grotere eenheden |
| factor           | naam             | symbool          |
| ---------------- | ---------------- | ---------------- |
| 1                | hertz            | Hz               |
| 103              | kilohertz        | kHz              |
| 106              | megahertz        | MHz              |
| 109              | gigahertz        | GHz              |
| 1012             | terahertz        | THz              |

De kilohertz is een tot het SI behorende afgeleide eenheid. De eenheid heeft het symbool kHz. Een kilohertz is gelijk aan 103 Hz, ofwel 1000 hertz.
Het gehoor van een kind kan geluidstrillingen horen met een maximale frequentie van 16 à 20 kHz. 
Bij ouderen is de bovengrens veel lager.
De frequentie van radiozenders op de lange golf en middengolf wordt meestal in kilohertz opgegeven.